# Enzio Di Poppa Volture
Enzio Di Poppa Volture (Venosa, 1898 – Teramo, 1982) è stato uno scrittore, poeta e traduttore italiano.

## Biografia
Conosciuto anche come Enzio Volture (pron. Vòlture), Lorenzo Volture, Enzio Di Poppa e Lorenzo Di Poppa, fu insegnante e preside di scuole superiori. Dopo la partecipazione alla prima guerra mondiale, esordì nel mondo letterario con i Racconti di guerra, opera per la quale gli venne assegnato il "Premio Cantoni". Nel 1924 pubblicò L'imitazione di Orazio e nel 1932 La passione. Canto dell'ultima epopea e dell'anelito nuovo. Seguirono nel 1935 Il sogno dei leoni e nel 1936 Fata morgana. Fino al 1939 fu insegnante d'italiano alla scuola italiana di Salonicco (Grecia). Dal 1936-1940 fu il redattore responsabile, con Stelios Xefludas, della rivista di cultura mediterranea Olimpo (48 fascicoli) che usciva a Salonicco.
Nel 1939 si trasferì a Coimbra, in Portogallo, dove fu lettore d'italiano nell'università e successivamente fu direttore dell'Istituto Italiano di Cultura di Porto. Nel 1941 pubblicò a Lisbona Poeti moderni e portoghesi; nel 1945 a Porto pubblicò il romanzo Os ultimos homens da Lua. Quando rientra in Italia nel 1950 ha già raggiunto una certa notorietà in Italia ed in Portogallo. Si trasferisce a Teramo, dove è preside dell'Istituto Tecnico Commerciale "Vincenzo Comi" e qui rimase per il resto della sua vita.
Studioso della cultura di lingua portoghese, fu traduttore di numerose opere letterarie dal portoghese. In particolare fu un grande studioso dell'artista portoghese Gil Vicente, per il quale pubblicò il volume Il fondatore del teatro portoghese Gil Vicente. Nel 1952 pubblicò Gil Vicente compiuto poeta, La poesia trovadorica in Portogallo, e le liriche del poeta Conto Ribeiro, Lungogiorno. Quindi nel 1954 pubblicò per la Sansoni l'opera Teatro di Gil Vicente, nel 1956 per la Utet Teatro e narrativa di Almeida Garret e per la Sansoni L'apprendista gentiluomo. Queste sono solamente alcune tra le opere maggiori di letteratura portoghese. Nel 1964 pubblicò il romanzo Caino nella luna e le liriche Canto dell'alba per il quale gli venne assegnata al premio "Lerici-Peo" la medaglia d'oro del Senato.
In Italia si occupò anche di letteratura italiana e nel 1951 pubblicò le liriche I sentieri smarriti. Nel 1953 si aggiudicò il "Premio Castaldi" per la poesia, con Serenata a dispetto. Insieme all'attività letteraria ha esercitato anche come giornalista, collaborando con testate nazionali e regionali. Fu tra i nominati per il Premio Monselice 1973 per la sua traduzione di I Lusiadi di Camões. Fu anche autore di libri di narrativa e alcune raccolte di poesie; fu per venti anni (dal 1959 al 1978) componente della giuria del Premio Teramo per un racconto inedito.

## Opere

### Curatele
- La poesia trovadorica in Portogallo, Torino, SEI, 1952
- As origens da lírica portuguesa: alle origini della lirica portoghese, Napoli, Società Aspetti letterari, 1956
- Novissimo dizionario portoghese-italiano: sulla base dell'ultima convenzione ortografica portoghese-brasiliana, Porto, Lello & Irmão, 1974

### Narrativa
- La terra del sole, Melfi, Liccione, 1922
- Caino nella luna, Milano, Edikon, 1966
- Quando sconfiggevo il diavolo, Battipaglia, 1970
- Oriafiamme (pubblicato alla rivista Olimpo), 1936-1937

### Poesia
- La Passione: canto dell'ultima epopea e dell'anelito nuovo, Milano, La Prora, 1932
- Fata Morgana, Milano, La Prora, 1936
- Il sogno dei leoni: canto dalmata, Milano, Convivio letterario, 1936
- I sentieri smarriti, Bergamo, 1951
- Serenata a dispetto, Milano, Gastaldi, 1954

### Saggi
- L'imitazione d'Orazio nelle Odi del Fantoni, Melfi, Del Secolo, 1924
- Per la rinascita della Basilicata: parole alla gente lucana, Napoli, Giannini e figli, 1927
- Il padre e i figli: Dante nei maggiori poeti italiani dal Petrarca a d'Annunzio, Napoli, Morano, 1970
- Dante nell'era spaziale, Chieti, Solfanelli, 1977

### Traduzioni
- Poeti moderni portoghesi, Lisbona, Edizioni di Estudos italianos em Portugal, 1942
- Ruy Ribeiro Couto, Lungogiorno, Siena, Maia, 1952
- Gil Vicente, Teatro, Firenze, Sansoni, 1953 (2 voll., anche curatela)
- Almeida Garrett, Teatro e narrativa, Torino, UTET, 1957 (anche curatela)
- Francisco Manuel de Melo, L'apprendista gentiluomo, Firenze, Sansoni, 1958 (anche curatela)
- Ruy Ribeiro Couto, Nostalgia, Padova, Rebellato, 1963
- Musa lusitana, Lisbona, Istituto italiano di cultura in Portogallo, 1967
- Luís de Camões, I Lusiadi, Firenze, Sansoni, 1972